# 第70屆柏林影展
第70屆柏林影展（德語：70. Internationalen Filmfestspiele Berlin）於2020年2月20日至3月1日在德國柏林舉辦，是義大利籍的卡洛·卡特里安接任總監後的第一屆。該屆影展將新增競賽單元「邂逅」（德語：Encounters），主要放映獨立電影工作者的大膽作品，並添加多樣化的劇情片和紀錄片。由於德國時代週報揭發亞佛雷德·鮑爾曾是纳粹党的高階官員，因此影展官方宣布在查明真相前，該屆停止頒發銀熊獎之一亞佛雷德鮑爾獎。2020年2月18日官方宣佈，該屆特別增設「70週年特別銀熊獎」。
英國演員傑瑞米·艾朗獲邀擔任評審團主席，加拿大導演菲立普·法拉多執導的《我的沙林傑歲月》獲選為開幕片。

## 評審團

### 正式競賽
- 傑瑞米·艾朗：演員。(評審團主席)
- 貝妮絲·碧祖：演員。
- 貝蒂娜·布魯肯沛（德语：Bettina Brokemper）：製片。
- 安娜瑪莉·雅希爾（英语：Annemarie Jacir）：導演。
- 肯尼斯·洛勒根：導演。
- 路卡·馬林內利（英语：Luca Marinelli）：演員。
- 克雷伯·曼東沙·費侯：導演。

### 邂逅
- 市山尚三（日语：市山尚三）：製片。
- 多明嘉·索朵瑪悠（英语：Dominga Sotomayor Castillo）：導演。
- 伊娃·杜華德（德语：Eva Trobisch）：導演。

## 官方單元

### 正式競賽
以下電影（依首映順序）被選定為競賽片，可角逐金熊獎和銀熊獎：
| 片名                       | 原文片名                      | 導演                                    | 出品國                        |
| -------------------------- | ----------------------------- | --------------------------------------- | ----------------------------- |
| 《聲魔入侵》               | El Prófugo                    | 娜塔莉亞·梅塔                           | 阿根廷、 墨西哥               |
| 《隱藏的畫家》             | Volevo nascondermi            | 吉奧吉歐·蒂利提                         | 義大利                        |
| 《深夜裡的美味祕方》       | First Cow                     | 凱莉·萊卡特                             | 美国                          |
| 《淚水成鹽》               | Le Sel des larmes             | 菲利普·卡黑                             | 法國、 瑞士                   |
| 《水漾的女人》             | Undine                        | 克里斯汀·佩佐                           | 德国、 法國                   |
| 《咖啡莊園的亡靈》         | Todos os mortos               | 馬可·杜特拉 卡塔諾·戈塔多               | 巴西、 法國                   |
| 《人生檔案求刪除》         | Effacer l'historique          | 班諾·戴爾賓 葛斯塔夫·科文               | 法國、 比利时                 |
| 《我的親親小妹》‡          | Schwesterlein                 | 史蒂芬妮·丘瓦特 維蘿妮卡·雷蒙           | 瑞士                          |
| 《西伯利亞》               | Siberia                       | 阿貝爾·費拉拉                           | 義大利、 德国、 墨西哥        |
| 《逃亡的女人》             | 도망친 여자                   | 洪常秀                                  |                               |
| 《黑色童話》               | Favolacce                     | 法比歐·狄諾錢佐 達米亞諾·狄諾錢佐       | 義大利、 瑞士                 |
| 《從不，很少，有時，總是》 | Never Rarely Sometimes Always | 伊萊莎·希特曼                           | 美国                          |
| 《亞歷山大廣場》‡          | Berlin Alexanderplatz         | 博罕·科爾班尼                           | 德国、 荷蘭                   |
| 《DAU：娜塔莎》            | Дау. Наташа                   | 伊利亞·赫爾扎諾夫斯基 葉卡特琳娜·奧特爾 | 德国、 乌克兰、 英国、 俄羅斯 |
| 《未走過的路》             | The Roads Not Taken           | 莎莉·波特                               | 英国、 美国                   |
| 《日子》‡                  | 《日子》‡                     | 蔡明亮                                  | 臺灣                          |
| 《輻射》Ⓓ                  | Irradiés                      | 潘禮德                                  | 柬埔寨、 法國                 |
| 《無邪》                   | شیطان وجود ندارد              |                                         | 伊朗、 德国、 捷克            |

* 表示為導演首部長片，可角逐最佳處女作獎。
‡ 表示為LGBT題材電影，可角逐泰迪熊獎。
Ⓓ 表示為紀錄片，可角逐柏林紀錄片獎。

### 邂逅
以下電影被選為該競賽單元，由三位評審決定最佳影片、最佳導演和評審團特別獎：
| 片名                   | 原文片名                                                      | 導演                   | 出品國                                       |
| ---------------------- | ------------------------------------------------------------- | ---------------------- | -------------------------------------------- |
| 《馬爾默區》（開幕片） | Malmkrog                                                      | 克利斯提·普優          | 羅馬尼亞、 塞爾維亞、 瑞士、 瑞典、 北馬其頓 |
| 《滑稽臉孔》           | Funny Face                                                    | 提姆·薩頓              | 美国                                         |
| 《農場我的家》Ⓓ        | Gunda                                                         | 維克多·科薩科夫斯基    | 挪威、 美国                                  |
| 《伊莎貝拉》           | Isabella                                                      | 馬蒂亞斯·皮涅羅        | 阿根廷                                       |
| 《牧羊女與七首歌》     | Laila aur satt geet                                           | 普希彭德拉·辛格        | 印度                                         |
| 《暗夜啟示錄》*        | Los Conductos                                                 | 卡米洛·雷斯特雷波      | 法國、 哥伦比亚、 巴西                       |
| 《最後的城市》‡        | Die letzte Stadt                                              | 海因茲·艾米高斯        | 德国                                         |
| 《鳥是海與樹的孩子》Ⓓ  | A metamorfose dos pássaros                                    | 卡塔莉娜·瓦斯康絲勒    | 葡萄牙                                       |
| 《裸體動物》*          | Nackte Tiere                                                  | 梅蘭妮·薇爾德          | 德国                                         |
| 《奧菲亞》             | Orphea                                                        | 亞歷山大·克魯格 卡文   | 德国                                         |
| 《雪莉》‡              | Shirley                                                       | 約瑟芬·黛克            | 美国                                         |
| 《僕人》               | Služobníci                                                    | 伊凡·奧斯特羅霍夫斯基  | 斯洛維尼亞、 羅馬尼亞、 捷克、 爱尔兰        |
| 《人工失格》           | Die Last geboren zu sein                                      | 珊卓拉·沃爾納          | 奥地利、 德国                                |
| 《鹽谷時日》           | The Works and Days (of Tayoko Shiojiri in the Shiotani Basin) | C.W.溫特 安德斯·艾斯桐 | 美国、 瑞典、 日本、 香港、 英国             |
| 《逃離夢幻小鎮》*      | Zabij to i wyjedz z tego miasta                               | 馬里烏什·威爾辛斯基    | 波蘭                                         |

* 表示為導演首部長片，可角逐最佳處女作獎。
‡ 表示為LGBT題材電影，可角逐泰迪熊獎。
Ⓓ 表示為紀錄片，可角逐柏林紀錄片獎。

### 電影大觀
以下電影被選為該單元：
| 片名                 | 原文片名       | 導演              | 出品國                                 |
| -------------------- | -------------- | ----------------- | -------------------------------------- |
| 《母馬》             | Mare           | 安德蕾亞·司塔卡   | 瑞士、                                 |
| 《德國妹妹蒙古姊姊》 | Schwarze Milch | 鄔珊瑪·柏楚       | 德国、 蒙古国                          |
| 《Father》           | Otac           | 斯爾登葛·魯伯維奇 | 、 法國、 德国、 塞爾維亞、 斯洛維尼亞 |
| 《叔·叔》‡           | 《叔·叔》‡     | 楊曜愷            | 香港                                   |

* 表示為導演首部長片，可角逐最佳處女作獎。
‡ 表示為LGBT題材電影，可角逐泰迪熊獎。
Ⓓ 表示為紀錄片，可角逐柏林紀錄片獎。

#### 電影大觀－紀錄片
以下電影被選為該單元：
| 片名             | 原文片名            | 導演            | 出品國        |
| ---------------- | ------------------- | --------------- | ------------- |
| 《Little Girl》  | Petite fille        | 薩巴斯汀·李席茲 | 法國、 比利时 |
| 《歡迎來到車臣》 | Welcome to Chechnya | 大衛·法蘭西     | 美国          |

* 表示為導演首部長片，可角逐最佳處女作獎。
‡ 表示為LGBT題材電影，可角逐泰迪熊獎。
Ⓓ 表示為紀錄片，可角逐柏林紀錄片獎。

### 特別放映
以下電影被選為該單元：
| 片名                         | 原文片名             | 導演                  | 出品國                            |
| ---------------------------- | -------------------- | --------------------- | --------------------------------- |
| 《我的沙林傑歲月》（開幕片） | My Salinger Year     | 菲立普·法拉多         | 加拿大、 爱尔兰                   |
| 《皮諾丘的奇幻旅程》         | Pinocchio            | 馬泰歐·賈洛尼         | 法國、 義大利、 英国              |
| 《秘藥》‡                    | Charlatan            | 阿格涅絲卡·霍蘭       | 捷克、 爱尔兰、 波蘭、 斯洛維尼亞 |
| 《DAU：退變》                | DAU.Degeneration     | 伊利亞·赫爾扎諾夫斯基 | 俄羅斯、 德国、 乌克兰、 英国     |
| 《惡水真相》                 | Minamata             | 安德魯·列維塔斯       | 英国                              |
| 《希拉蕊》                   | Hillary              | 納內特·波斯特恩       | 美国                              |
| 《後人類傳說》               | Last and First Men   | 約翰·約翰森           | 冰島                              |
| 《波斯语课》                 | Persischstunden      | 瓦迪姆·佩爾曼         | 俄羅斯、 德国、 白俄羅斯          |
| 《一直游到海水變藍》         | 《一直游到海水變藍》 | 賈樟柯                | 中国                              |
| 《員警》                     | Police               | 安妮·芳婷             | 法國                              |
| 《數字》                     | Nomera               | 奥列格·森索夫         | 乌克兰                            |
| 《狩獵的時間》               | 사냥의 시간          | 尹成賢                |                                   |

* 表示為導演首部長片，可角逐最佳處女作獎。
‡ 表示為LGBT題材電影，可角逐泰迪熊獎。
Ⓓ 表示為紀錄片，可角逐柏林紀錄片獎。

## 得獎名單
以下為得獎名單：

### 正式競賽片
- 金熊獎：《無邪》－穆罕默德·拉素羅夫
- 評審團大獎銀熊獎：《从不，很少，有时，总是》－伊丽莎·希特曼（英语：Eliza Hittman）
- 最佳導演銀熊獎：洪常秀－《逃亡的女人（德语：Domangchin yeoja）》
- 最佳女演員銀熊獎：寶拉·貝爾－《水漾的女人（英语：Undine (2020 film)）》
- 最佳男演員銀熊獎：艾利歐·傑曼諾－《隱藏的畫家（英语：Hidden Away (2020 film)）》
- 最佳劇本銀熊獎：法比歐·狄諾錢佐（法语：Damiano et Fabio D'Innocenzo）、達米亞諾·狄諾錢佐（法语：Damiano et Fabio D'Innocenzo）－《黑色童話（英语：Bad Tales）》
- 傑出藝術貢獻銀熊獎：尤爾根·尤爾根斯（德语：Jürgen Jürges）－《DAU：娜塔莎（英语：DAU. Natasha）》
- 70周年特別銀熊獎：《人生檔案求刪除（英语：Delete History）》－班諾·戴爾賓（法语：Benoît Delépine）、葛斯塔夫·科文（法语：Gustave Kervern）

### 邂逅單元
- 最佳影片：C.W.溫特 & 安德斯·艾斯桐 - 《鹽谷時日（英语：The Works and Days）》
- 最佳導演：克利斯提·普優 - 《馬爾姆克羅格莊園（英语：Malmkrog）》
- 評審團特別獎：珊卓拉·沃爾納（英语：Sandra Wollner） - 《人工失格（英语：The Trouble with Being Born (film)）》
- 特別提及：馬蒂亞斯·皮涅羅 - 《伊莎貝拉》

### 短片
- 最佳短片金熊獎（英语：Golden Bear for Best Short Film）：《T》－Keisha Rae Witherspoon
- 最佳短片銀熊獎（英语：Silver Bear for Best Short Film）：《Filipiñana》－Rafael Manuel

### 電影大觀
- 觀眾票選獎：
  - 第一名：《Father》－斯爾登葛·魯伯維奇（英语：Srdan Golubović）
  - 第二名：《No Hard Feelings》－Faraz Shariat
  - 第三名：《Hope》－Maria Sødahl

- 觀眾票選獎－紀錄片：
  - 第一名：《歡迎來到車臣（英语：Welcome to Chechnya）》－大衛·法蘭西（英语：David France (writer)）
  - 第二名：《Saudi Runaway》－Susanne Regina Meures
  - 第三名：《Little Girl》－薩巴斯汀·李席茲（英语：Sébastien Lifshitz）

### 泰迪熊獎
- 最佳劇情片：《No Hard Feelings》－Faraz Shariat
- 最佳紀錄片：《If It Were Love》－Patric Chiha
- 最佳短片：《Playback》－Agustina Comedi
- 評審團獎：《日子》－蔡明亮[25]
- 讀者獎（queer.de）：《No Hard Feelings》－Faraz Shariat

### 費比西獎
- 正式競賽：《水漾的女人（德语：Undine (2020)）》－克里斯汀·佩佐
- 邂逅：《鳥是海與樹的孩子（英语：The Metamorphosis of Birds）》－卡塔莉娜·瓦斯康絲勒（英语：Catarina Vasconcelos）
- 電影大觀：《牟戈爾·茅戈利》－Bassam Tariq
- 論壇：《麥肯齊金總理秘史（英语：The Twentieth Century (film)）》－馬修·蘭金（英语：Matthew Rankin）

### 其他獎項
- 最佳首部長片：《暗夜啟示錄》－卡米洛·雷斯特雷波
- 最佳首部長片特別提及：《裸體動物（德语：Nackte Tiere）》 - 梅蘭妮·薇爾德（德语：Melanie Waelde）
- 最佳紀錄片：《輻射》 - 潘禮德
- 最佳紀錄片特別提及：《黑社會筆記（德语：Aufzeichnungen aus der Unterwelt）》 - 提撒·科維（德语：Tizza Covi）、萊納·弗里梅爾（德语：Rainer Frimmel）

## 外部連結
- 官方网站